# André Lefaur
André Lefaur est un acteur français, né Alphonse André Lefaurichon, le 2 juillet 1879 à Paris, 5e arrondissement et mort le 4 décembre 1952 dans le 6e arrondissement.

## Biographie

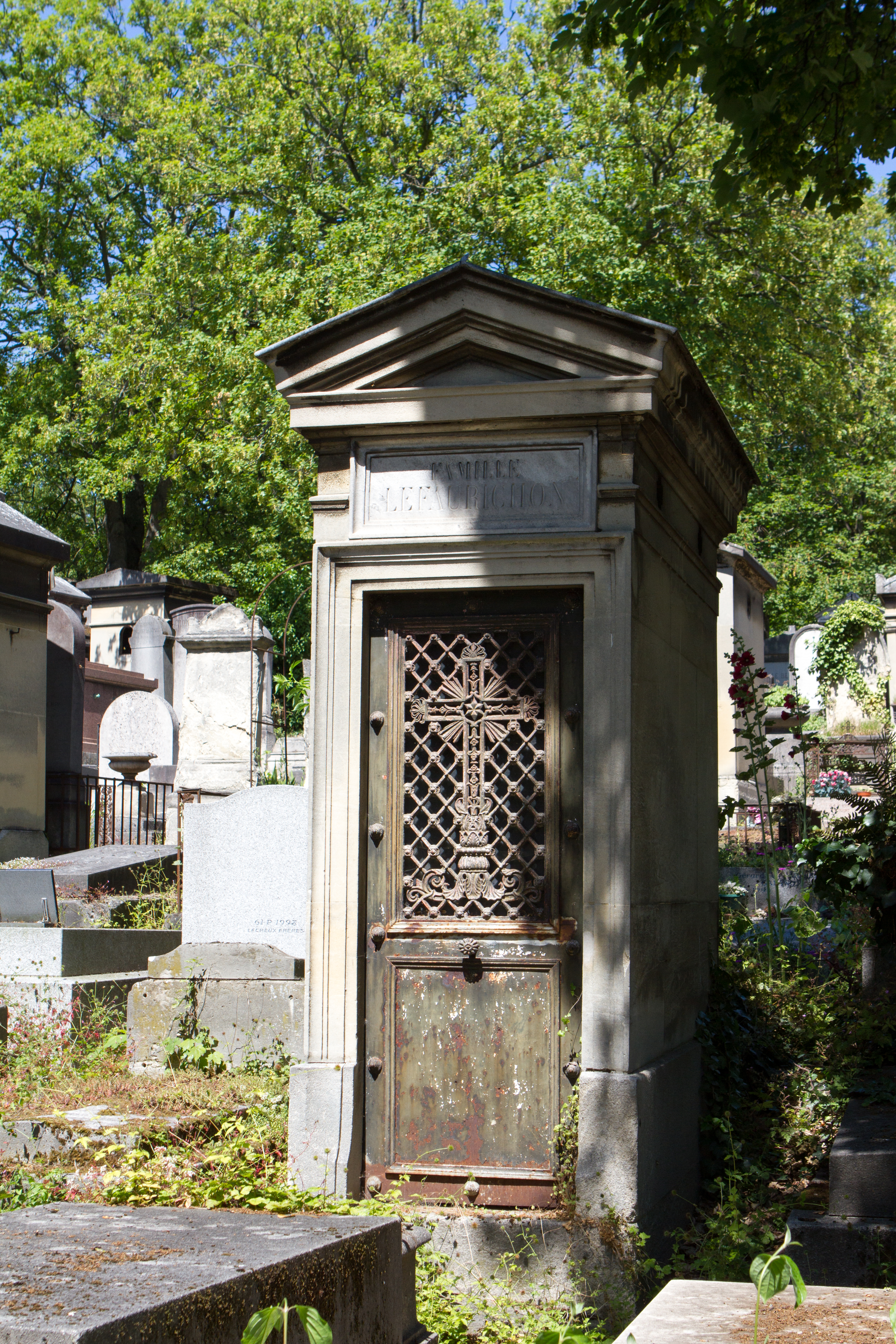
Tombe d'André Lefaur au cimetière du Père-Lachaise (division 6).

Né au domicile familial au 26 Bd Saint Germain à Paris, il est le fils d'Amand Lefaurichon, entrepreneur en maçonnerie, et d'Estelle Denise Lesquivin.
Souvent partenaire d'Elvire Popesco, dirigé plusieurs fois par Sacha Guitry, André Lefaur est l'un de ces comédiens de grand talent du cinéma français d'avant-guerre. Drame ou comédie, sa technique est sûre, il porte bien l'habit, a le sourcil impérieux et la voix assurée.
Il est le créateur français en 1928 du rôle de Topaze dans la pièce de Marcel Pagnol au théâtre des Variétés. Les directeurs de théâtres français ayant hésité à produire un Marcel Pagnol encore peu connu à l'époque, la création mondiale du rôle par Eugen Klöpfer à eu lieu un an plus tôt au théâtre de la Renaissance de Berlin où le succès fut immédiat,,.
Lefaur fait également une désopilante composition dans Tovaritch de Jacques Deval ; il y reprend à l'écran, en 1935, le rôle d'un prince-général russe devenu valet, qu'il avait créé au théâtre. Il joue également aux côtés de Raimu dans L'École des cocottes et est l'un des principaux protagonistes de Quatre Heures du matin, en 1937, avec Lucien Baroux et Marguerite Moreno.
André Lefaur est nommé chevalier de la légion d'honneur par décret du 30 juillet 1935[lire en ligne].
Resté célibataire, il meurt le 4 décembre 1952 et est enterré au cimetière du Père-Lachaise (6e division).

## Filmographie

### Cinéma

#### Films muets
- 1913 : L'Homme qui assassina, court-métrage d'Henri Andréani : le prince Cernuwitz
- 1917 : Madame Cicéron, avocate, court-métrage de Félix Léonnec
- 1917 : La Vénus d'Arles de Georges Denola : Monsieur Castel
- 1917 : La Coupe d'amertume, court-métrage de Maurice Fleury
- 1917 : Loin du foyer, court-métrage de Pierre Bressol : Fioravanti
- 1917 : Ainsi va la vie, court-métrage de Pierre Bressol
- 1918 : La Dixième Symphonie d'Abel Gance : le marquis de Groix Saint-Blaise
- 1920 : Une fleur dans les ronces de Camille de Morlhon : Thénard
- 1922 : Monsieur Lebidois, propriétaire de Pierre Colombier
- 1924 : Le Mariage de Rosine de Pierre Colombier
- 1925 : Chouchou poids plume de Gaston Ravel

#### Films parlants
- 1931 : Le Bal de Wilhelm Thiele
- 1932 : La Dame de chez Maxim d'Alexander Korda : le général Petypon
- 1932 : Son Altesse l'amour de Robert Péguy et Erich Schmidt
- 1932 : La Fleur d'oranger d'Henry Roussel
- 1932 : Sa meilleure cliente de Pierre Colombier
- 1933 : Topaze de Louis Gasnier
- 1934 : La Femme idéale d'André Berthomieu : M. de Pryfontaine
- 1934 : L'Aristo d'André Berthomieu
- 1935 : L'École des cocottes de Pierre Colombier
- 1935 : Tovaritch de Jacques Deval et Jean Tarride
- 1935 : Dora Nelson de René Guissart
- 1936 : La Peau d'un autre de René Pujol
- 1936 : Le Roi de Pierre Colombier
- 1936 : Rigolboche de Christian-Jaque
- 1936 : Avec le sourire de Maurice Tourneur
- 1936 : Samson de Maurice Tourneur
- 1936 : Faisons un rêve de Sacha Guitry
- 1937 : La Maison d'en face de Christian-Jaque
- 1937 : Les Dégourdis de la 11e de Christian-Jaque
- 1937 : L'Habit vert de Roger Richebé
- 1937 : Le Fauteuil 47 de Fernand Rivers : Baron Lebray
- 1937 : Le Club des aristocrates de Pierre Colombier
- 1937 : Quatre Heures du matin de Fernand Rivers
- 1938 : La Glu de Jean Choux : le comte de Kernan
- 1938 : Le Monsieur de cinq heures de Pierre Caron
- 1938 : La Présidente de Fernand Rivers
- 1938 : Adrienne Lecouvreur de Marcel L'Herbier : le duc de Bouillon
- 1938 : L'Ange que j'ai vendu de Michel Bernheim
- 1938 : Mon oncle et mon curé de Pierre Caron : l'oncle Pavol
- 1938 : Un fichu métier de Pierre-Jean Ducis
- 1938 : Eusèbe député d'André Berthomieu
- 1938 : Terre de feu de Marcel L'Herbier : Panival
- 1939 : Terra di fuoco de Giorgio Ferroni et Marcel L'Herbier, version italienne du précédent : Panival
- 1939 : Le Veau gras de Serge de Poligny : Jules Vachon
- 1939 : Entente cordiale de Marcel L'Herbier : Lord Clayton
- 1939 : Ils étaient neuf célibataires de Sacha Guitry : Adolphe
- 1939 : Derrière la façade de Georges Lacombe et Yves Mirande : Corbeau
- 1939 : Le Bois sacré de Léon Mathot : Monsieur Champmorel
- 1939 : Le Chemin de l'honneur de Jean-Paul Paulin : le général de Puy d'Arc
- 1940 : Miquette de Jean Boyer
- 1940 : Paris-New York d'Yves Mirande
- 1941 : Parade en 7 nuits de Marc Allégret : le vieux Gaspard
- 1942 : Soyez les bienvenus de Jacques de Baroncelli
- 1943 : Le Baron fantôme de Serge de Poligny
- 1944 : Les Petites du quai aux fleurs de Marc Allégret : Frédéric Grimaud

## Théâtre
- 1905 : Triplepatte de Tristan Bernard et André Godfernaux, Théâtre de l'Athénée
- 1907 : Sa sœur de Tristan Bernard, Théâtre de l'Athénée
- 1907 : Monsieur de Courpière d'Abel Hermant, Théâtre de l'Athénée
- 1908 : Le Boute-en-train d'Alfred Athis, Théâtre de l'Athénée
- 1908 : La Conquête des fleurs de Gustave Grillet, Théâtre de l'Athénée
- 1908 : Arsène Lupin de Francis de Croisset et Maurice Leblanc, Théâtre de l'Athénée
- 1908 : Le Chant du cygne de Georges Duval et Xavier Roux, Théâtre de l'Athénée
- 1911 : Papa de Robert de Flers et Gaston Arman de Caillavet, Théâtre du Gymnase
- 1911 : L'Amour défendu de Pierre Wolff, Théâtre du Gymnase
- 1911 : Un bon petit diable de Rosemonde Gérard et Maurice Rostand, Théâtre du Gymnase
- 1912 : Le Détour d'Henri Bernstein, Théâtre du Gymnase
- 1913 : Blanche Câline de Pierre Frondaie, Théâtre Michel
- 1913 : La Jeunesse dorée opérette d'Henri Verne et Gabriel Faure, musique Marcel Lattès, Théâtre de l'Apollo
- 1914 : Les Cinq Messieurs de Francfort de Charles Roeszler, mise en scène Lugné-Poe, Théâtre du Gymnase
- 1914 : Monsieur Brotonneau de Robert de Flers et Gaston Arman de Caillavet, Théâtre de la Porte-Saint-Martin
- 1917 : Le Sexe fort de Tristan Bernard, Théâtre du Gymnase
- 1917 : Le Feu du voisin de Francis de Croisset, Théâtre Édouard VII
- 1917 : La Jeune Fille au bain de Louis Verneuil, Théâtre Édouard VII
- 1919 : Triplepatte de Tristan Bernard et André Godfernaux, Théâtre Femina
- 1920 : L'Erreur d'une nuit d'été de Philippe Maquet, Théâtre Édouard VII
- 1920 : Le Retour de Robert de Flers et Francis de Croisset, Théâtre de l'Athénée
- 1921 : Le Chemin de Damas de Pierre Wolff, Théâtre du Vaudeville
- 1922 : Banco ! d'Alfred Savoir, Théâtre de la Potinière
- 1922 : La Petite Chocolatière de Paul Gavault, Théâtre des Variétés
- 1922 : Le Blanc et le noir de Sacha Guitry, Théâtre des Variétés
- 1923 : Les Vignes du seigneur de Robert de Flers et Francis de Croisset, Théâtre du Gymnase
- 1923 : Un jour de folie d'André Birabeau, Théâtre des Variétés
- 1924 : Pile ou face de Louis Verneuil, Théâtre Antoine
- 1927 : Un miracle de Sacha Guitry, Théâtre des Variétés
- 1928 : Topaze de Marcel Pagnol, Théâtre des Variétés
- 1931 : Pile ou face de Louis Verneuil, Théâtre des Variétés
- 1933 : Ma sœur de luxe d'André Birabeau, mise en scène André Lefaur, Théâtre de Paris
- 1933 : Tovaritch de Jacques Deval, mis en scène par l'auteur, Théâtre de Paris
- 1935 : Hommage des acteurs à Pirandello : L'homme, la bête et la vertu de Luigi Pirandello, Théâtre des Mathurins
- 1938 : Un monde fou de Sacha Guitry, mis en scène par l'auteur, Théâtre de la Madeleine